# Yasynuvata
Yasynuvata (em ucraniano:  Ясинувата; em russo:  Ясиноватая), é uma cidade da Ucrânia, situada no Oblast de Donetsk. Tem 19 km² de área e sua população em 2020 foi estimada em 34.394 habitantes.